# Дорофеев, Захарий Николаевич
Захарий Николаевич Дорофеев (5 сентября 1903, Александровск, Екатеринославская губерния, Российская империя — ?) — украинский советский государственный деятель, председатель Запорожского облисполкома (1940—1944).

## Биография
Член ВКП(б) с 1929 г. В 1938 г. окончил три курса механического факультета Института народного хозяйства.
В 1924—1938 гг. работал чернорабочим, помощником мастера, мастером, начальником цеха, главным инженером, директором завода «Интернационал» (Запорожье).
- 1938—1939 гг. — председатель исполнительного комитета Запорожского городского Совета,
- 1939—1940 гг. — заместитель председателя Организационного комитета Президиума Верховного Совета Украинской ССР по Запорожской области,
- 1939—1940 гг. — и. о. председателя Организационного комитета Президиума Верховного Совета Украинской ССР по Запорожской области,
- 1940—1944 гг. — председатель исполнительного комитета Запорожского областного Совета,
- 1944—1962 гг. — заместитель председателя исполнительного комитета Тернопольского областного Совета.

## Награды
- Медаль За оборону Кавказа (1944)[1]
- Орден Знак Почёта (1948)[2]
- Орден Ленина (1958)[3]
- Почётный гражданин Тернополя (1973)[4]